# Philip Fahrner
Philip Fahrner (* 2. Januar 2003 in Freudenstadt) ist ein deutscher Fußballspieler. 

## Karriere
Nach seinen Anfängen in der Jugend der Spvgg Freudenstadt und des SSV Reutlingen 05 wechselte er im Sommer 2017 in die Jugendabteilung des SC Freiburg. Für seinen Verein bestritt er 19 Spiele in der B-Junioren-Bundesliga und 21 Spiele in der A-Junioren-Bundesliga, bei denen ihm insgesamt acht Tore gelangen. Dort kam er auch zu seinem ersten Einsatz im Profibereich in der 3. Liga, als er am 31. Juli 2021, dem 2. Spieltag, beim 0:0-Auswärtsunentschieden gegen den 1. FC Magdeburg in der 73. Spielminute für Philipp Treu eingewechselt wurde. 
Von 2020 bis 2022 besuchte er die Max Weber-Schule in Freiburg.
Im Sommer 2024 wechselte er zum 1. FC Saarbrücken.